# Victor Debay
Victor Adrien Debay de La Marck (Serzy-et-Prin, 28 août 1861 - Marseille, 2 mars 1921) est un explorateur français.

## Biographie
Entré dans l'armée en 1882, il fait Saint-Cyr en 1886 et en sort avec le grade de lieutenant dans l'infanterie de Marine (1891). 
Nommé au 11e régiment de Tirailleurs tonkinois en Cochinchine, il est affecté en 1893 au 6e régiment d’infanterie de Marine, mais détaché à l’école de tir du camp de Chalons. En 1894, il est chargé par le Gouvernement général d'étudier les communications entre Hué et la vallée du Mékong en parcourant la Cordillère de l'Annam. Il explore ainsi une vaste région allant de la rivière Attopeu au Sé-Kong. Il découvre six nouveaux cols dont trois praticables et à son retour, propose la construction d'une route qui en une quinzaine de journées permettrait de se rendre de Hué à Bassac en passant par Song-Kaï et Đắk Blà (vi).
Il explora la même région en 1895-1896 mais, malade, doit interrompre sa mission. 
Capitaine (1898), en 1900-1901, il est chargé par Paul Doumer de rechercher un emplacement en altitude dans l'Annam central pour l'établissement d'un sanatorium réservé aux Européens. Il découvre ainsi le site de Bà Nà (vi). Doumer ayant choisi Đà Lạt, Bà Nà restera un centre secondaire.

## Controverses
Debay est un officier controversé pour sa violence envers des militaires et des indigènes des colonies. Il passe à tabac un de ses camarades de promotion malade. Le juge de paix Tricon note par exemple qu'il bat à mort le coolie Nguyen Van Chieu et plusieurs autres et qu'il met le feu à des fermes de la province de Quảng Nam. La liste des victimes précisément identifiées est assez longue. 

## Distinctions
- Chevalier (12 juillet 1906) puis officier de la Légion d'honneur (30 décembre 1918)[2].

## Publications
- Le pays compris entre Hué, Tourane, Attopeu et Bassac, Bulletin de la Société de géographie commerciale, janvier 1896
- Étude sur les communications en Annam, Revue des troupes coloniales, 1903
- Un sanatorium pour l'Annam central, Revue des troupes coloniales, 1904
- La colonisation en Annam, Revue des troupes coloniales, 1904